# Kohlenmesser
Kohlenmesser (auch Kohlen-Messer) war in Deutschland vom Mittelalter bis zum 19. Jahrhundert ein Beruf.

## Geschichte

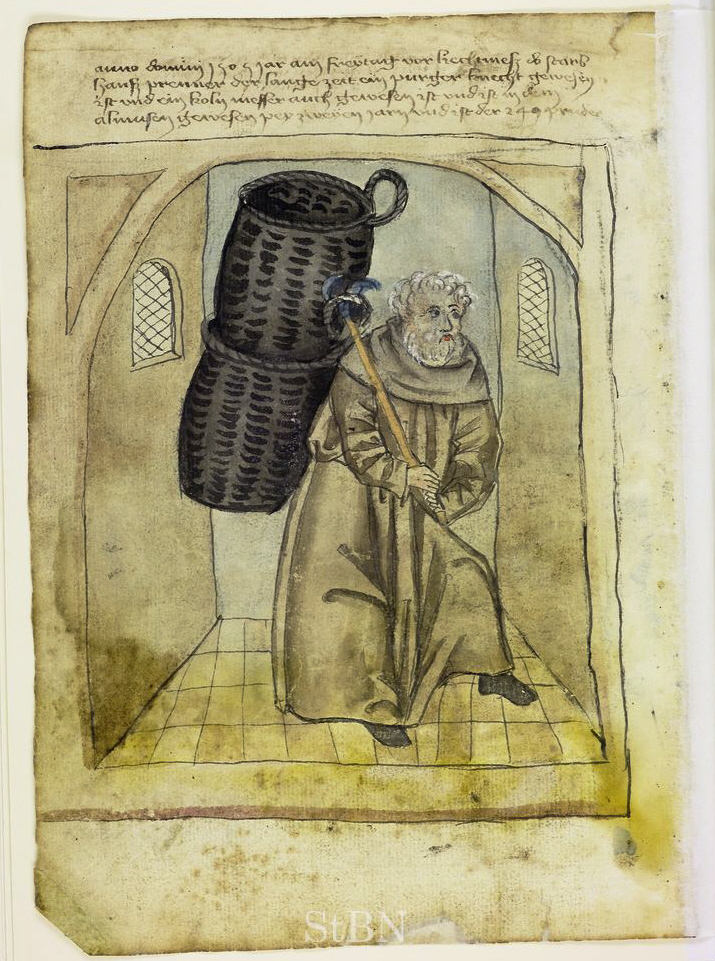
Hanß Prenner, koln messer (Kohlenmesser), 1505

Kohlenmesser waren u. a. von der Gemeinde verpflichtete bzw. bestellte und oft auch vereidigte Dienstleister, um Kohle zu (ver)messen. Gemessen wurde in Säcken oder Messkörben. In Wismar gab es an der Westseite des Markts besondere Marktbuden der Kohlenmesser als Vermesser und Träger der Holzkohle, die später andere städtische Aufgaben übernahmen. In der St.-Nikolai-Kirche in Stralsund gab es einen Altar der Kohlenmesser.
Den Beruf gab es auch u. a. an Eisenhüttenwerken oder im metallverarbeitenden Gewerbe. So beschäftigte das Braunkohlenbergwerk Malliß Obersteiger und Kohlenmesser bei Gehältern von 4704 Talern jährlich.
Im Eisenhüttenwerk in Baruth sollte der Kohlenmesser den „Kohlmesserdienste jederzeit treu und fleißig, nach eurem besten Vermögen wohl vorstehen, und alles, was einem treuen, ehrlichen und gewissenhaften Kohlmesser zu thun gebühret und oblieget, verrichten, alles einkommende und auf den Hüttenhof angeführte Kohl richtig, und nach dem euch vorgeschriebenen Maße messen, solche sowohl als auch die Nahmen der Köhler und Fuhrleute, wegen der zu bezahlenden Kohl= und Fuhrlöhne, ordentlich nicht nur vor euch aufzeichnen, sondern auch gehörigen Ortes, eurem Principal, oder an wen ihr sonst gewiesen werdet, angeben und einschreiben lassen, ... unreine und unsaubere Kohl nicht mit Krücken oder Schaufeln, sondern mit Hacken einziehen, ... zu handeln, euch keinen Nutzen, Geschenke, Gunst, Gabe, Freund= oder Feindschaft bewegen lassen wollet.“
In England wirkten die coal meters unter Aufsicht eines Lord Mayors und verwendeten die Maßeinheit Sacs (1 Room = 15 Sacs ≈ 7 Zentner (engl. Long Hundredweight) ≈ 35 Tonnen (Preußen)) für Steinkohle am Handelsplatz London.